# کوه نشانه بحرآسمان ساردوئیه
کوه نشانه بحر آسمان ساردوئیه، کوهی است در استان کرمان که در بخش ساردوئیه شهرستان جیرفت و در شمال غرب این شهرستان قرار دارد و با ارتفاع ۳۸۸۶ متر بلندترین قله در میان قلل سه هزار متری استان کرمان می‌باشد. این کوه در رشته کوه بحرآسمان و در قسمت غربی دشت ساردوئیه قرار دارد و پر ارتفاع‌ترین نقطه شهرستان جیرفت و جنوب کرمان می‌باشد. منطقه بحر آسمان به جز دره‌های زیبای آن از نظر خرس سیاه آسیایی نیز مشهور است.
برخی از مناطق روستایی گردشگری محدوده بحر آسمان عبارتند از دلفارد، بحر آسمان، رمون، نراب، محمدآباد، سر بیژن و غیره. جنگل‌های اورس، بنه، بادام کوهی و کهکم نیز در این بخش قرار دارند. در این منطقه به جز خرس سیاه آسیایی، پلنگ، بز، میش، کل و قوچ نیز وجود دارد. این منطقه در ۴۰ کیلومتری شمال غرب شهرستان جیرفت واقع شده‌است.
صعود به قله بحر آسمان از مسیر روستای باب سکاکان ساردوئیه انجام می‌گیرد.
بحر آسمان در دهه ۱۳۵۰ به واسطه ارزش‌های منحصر به فرد بخش‌های جنوبی منطقه در حوزه کوه قرقطوئیه طی مصوبه شماره ۳۲۹ سازمان حفاظت محیط زیست ایران (کمیسیون زیر بنائی دولت) مورخ ۱۳۸۹/۹/۲۲ با وسعت ۱۱۹۵۷۳ هکتار به عنوان منطقه حفاظت شده بحر آسمان به مناطق تحت مدیریت سازمان حفاظت محیط زیست پیوسته‌است.